# Base aérienne Krzesiny
La base aérienne Krzesiny ou la 31e base aérienne est une base aérienne de la Force aérienne de la République polonaise située près de Poznań. Elle fut construite en 1941.
Elle est le centre du :
- 3e escadron tactique équipé de F-16.

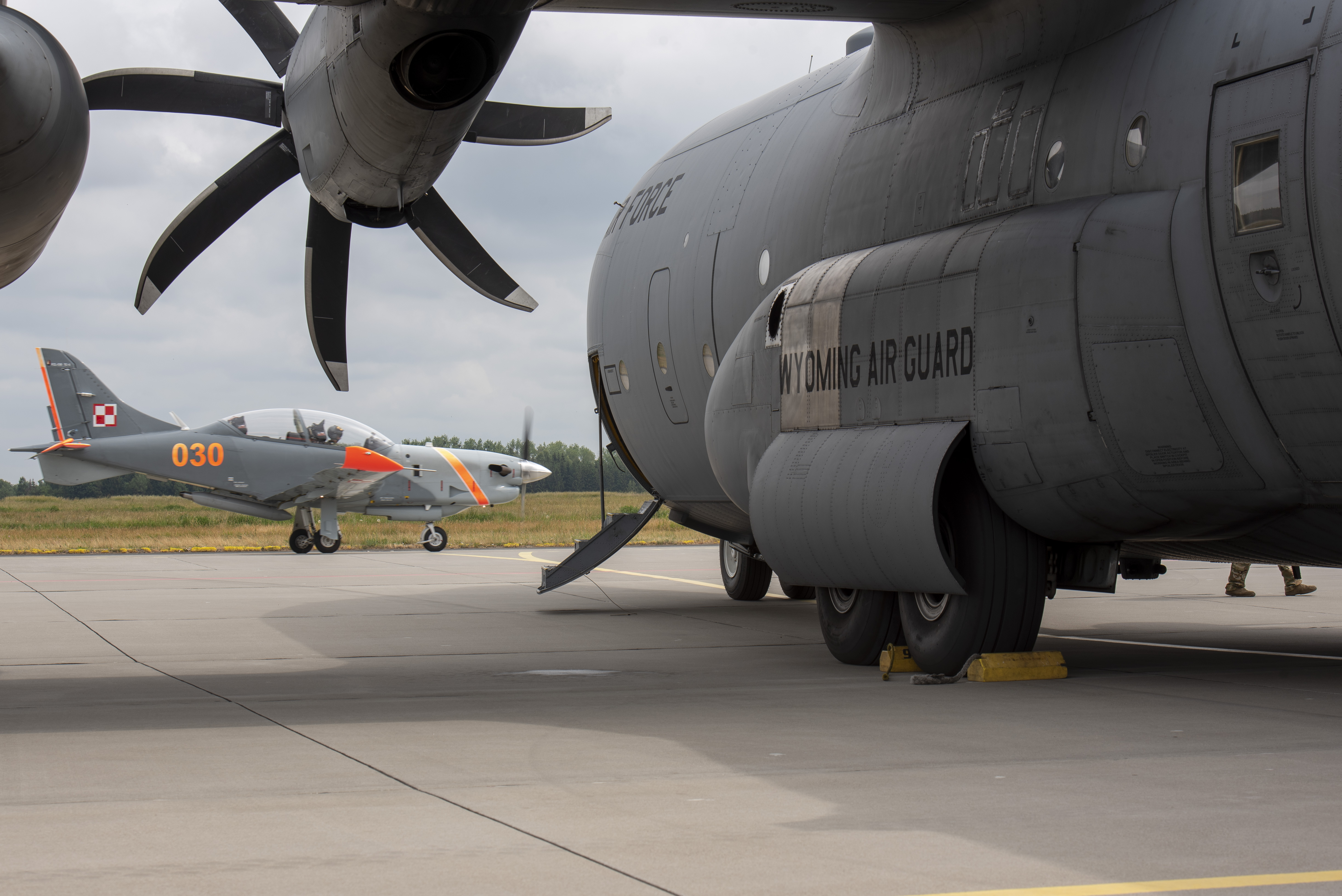
Exercice Air Defender 2023.
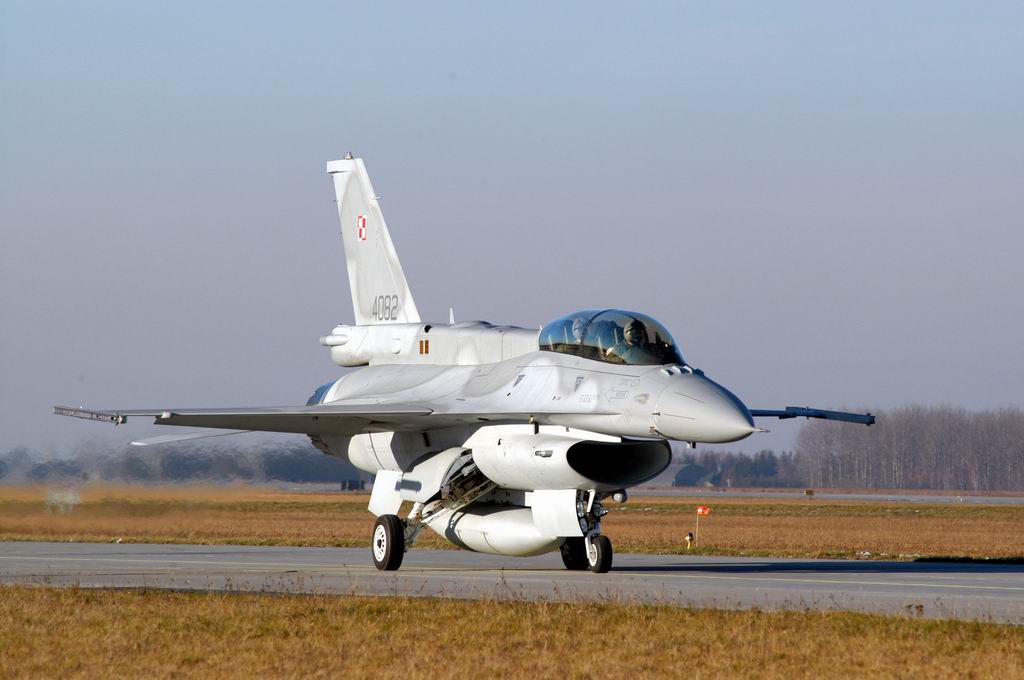
Un F-16 de la 31e en 2007.
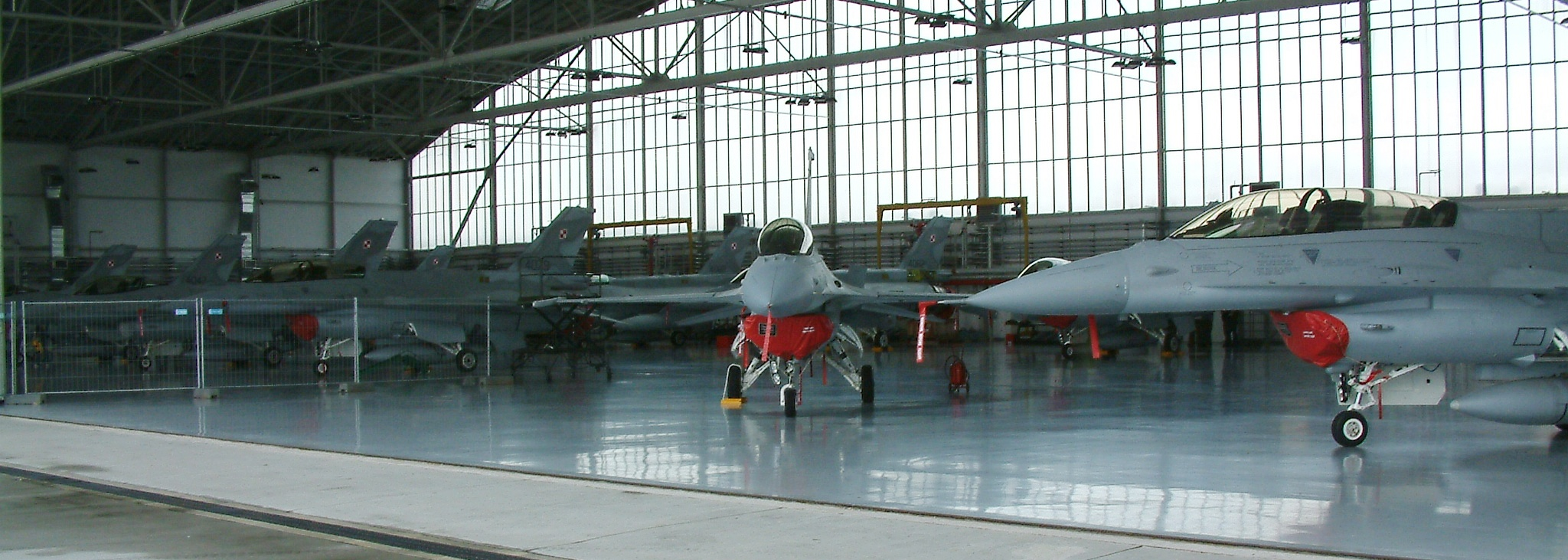
Des F-16 C/Ds sous hangar.